# Conor Bradley
Conor Bradley (Castlederg, 9 de julio de 2003) es un futbolista británico que juega en la demarcación de defensa para el Liverpool F. C. de la Premier League.

## Trayectoria
Bradley comenzó su carrera juvenil con el club de su ciudad natal, el St. Patrick's F. C., a los nueve años, y también comenzó a entrenar en el centro de desarrollo de Irlanda del Norte del club inglés Liverpool a la misma edad. Luego jugó para Dungannon United Youth y Dungannon Swifts, antes de mudarse a Inglaterra para unirse a la academia juvenil de Liverpool a tiempo completo en 2019 en un programa de becas de dos años. Sin embargo, tras un año en el club, firmó su primer contrato profesional, que duraba tres años, hasta 2023.
Hizo su debut con el primer equipo del Liverpool en un amistoso de pretemporada con el VfB Stuttgart en julio de 2021, jugando todo un minipartido de 30 minutos. También fue suplente en el minuto 80 en el último amistoso de pretemporada del equipo contra el C. A. Osasuna el 9 de agosto. Hizo su primera aparición profesional en una eliminatoria de la EFL Cup contra el Norwich City en septiembre de 2021, convirtiéndose en el primer jugador norirlandés en participar en un partido oficial con el Liverpool desde Sammy Smyth en 1954.
El 21 de junio de 2022 fichó por el Bolton Wanderers de la EFL League One en calidad de cedido por una temporada e hizo su debut el 30 de julio en un empate 1-1 ante el Ipswich Town. Anotó su primer gol en la victoria del club por 5-1 en la EFL Cup sobre el Salford City el 9 de agosto. Una semana después, anotó su primer gol en la liga, el único del partido en la victoria por 1-0 sobre el Morecambe F. C. El 2 de abril fue titular en la final del EFL Trophy 2023 que el Bolton ganó por 4-0 contra el Plymouth Argyle
El 29 de abril fue titular en la victoria por 2-0 sobre el Fleetwood Town que vio al Bolton llegar a los play-offs de la League One 2023. El mismo día, fue votado como Jugador del Año del Bolton Wanderers para la temporada 2022-23, mientras que también recibió los premios al Jugador del Año y al Jugador Joven del Año, el último de los cuales compartió con James Trafford.
El 21 de enero de 2024 hizo su debut en la Premier League en la victoria por 4-0 sobre el AFC Bournemouth, siendo titular en el partido y registrando una asistencia para el segundo gol de Diogo Jota. El 31 de enero anotó su primer gol con el Liverpool en la victoria por 4-1 contra el Chelsea F. C. También registró dos asistencias a su nombre, lo que le valió el premio al Jugador del Partido por segunda vez en tres días.
El 25 de febrero de 2024, Bradley fue titular con el Liverpool como lateral derecho en la final de la Copa de Inglaterra contra el Chelsea, antes de ser sustituido en el minuto 72. El Liverpool ganó el partido por 1-0 después de la prórroga, lo que le valió a Bradley su primer trofeo con el club.

## Selección nacional
Tras jugar con la selección de fútbol sub-16 de Irlanda del Norte, la sub-17, finalmente hizo su debut con la selección absoluta el 30 de mayo de 2021 en un encuentro amistoso contra Malta que finalizó con un resultado de 0-3 tras los goles de Jordan Jones, Gavin Whyte y Alistair McCann.

## Vida privada
Es nativo de Castlederg, Condado de Tyrone. En particular, jugó al fútbol gaélico para su club local, Aghayarn GFC, desde una edad temprana, y sus habilidades se notaron desde una edad temprana.
El 3 de febrero de 2024, su padre, Joe Bradley, falleció en su casa de Killen, en el condado de Tyrone, tras un periodo de mala salud.

## Estadísticas

### Clubes
Actualizado al último partido disputado el 25 de mayo de 2025.
| Club                              | Div.          | Temporada     | Liga  | Liga  | Liga   | Copas nacionales | Copas nacionales | Copas nacionales | Copas internacionales | Copas internacionales | Copas internacionales | Total | Total | Total  |
| Club                              | Div.          | Temporada     | Part. | Goles | Asist. | Part.            | Goles            | Asist.           | Part.                 | Goles                 | Asist.                | Part. | Goles | Asist. |
| --------------------------------- | ------------- | ------------- | ----- | ----- | ------ | ---------------- | ---------------- | ---------------- | --------------------- | --------------------- | --------------------- | ----- | ----- | ------ |
| Liverpool F. C. Inglaterra        | 1.ª           | 2021-22       | 0     | 0     | 0      | 4                | 0                | 1                | 1                     | 0                     | 0                     | 5     | 0     | 1      |
| Bolton Wanderers F. C. Inglaterra | 3.ª           | 2022-23       | 43    | 5     | 4      | 10               | 2                | 1                | —                     | —                     | —                     | 53    | 7     | 5      |
| Bolton Wanderers F. C. Inglaterra | Total club    | Total club    | 43    | 5     | 4      | 10               | 2                | 1                | 0                     | 0                     | 0                     | 53    | 7     | 5      |
| Liverpool F. C. Inglaterra        | 1.ª           | 2023-24       | 11    | 1     | 3      | 8                | 0                | 3                | 4                     | 0                     | 0                     | 23    | 1     | 6      |
| Liverpool F. C. Inglaterra        | 1.ª           | 2024-25       | 19    | 0     | 2      | 5                | 0                | 1                | 5                     | 0                     | 1                     | 29    | 0     | 4      |
| Liverpool F. C. Inglaterra        | 1.ª           | 2025-26       | 0     | 0     | 0      | 0                | 0                | 0                | 0                     | 0                     | 0                     | 0     | 0     | 0      |
| Liverpool F. C. Inglaterra        | Total club    | Total club    | 30    | 1     | 5      | 17               | 0                | 5                | 10                    | 0                     | 1                     | 57    | 1     | 11     |
| Total carrera                     | Total carrera | Total carrera | 73    | 6     | 9      | 27               | 2                | 6                | 10                    | 0                     | 1                     | 110   | 8     | 16     |

## Palmarés

### Títulos nacionales
| Título          | Club                   | País       | Año  |
| --------------- | ---------------------- | ---------- | ---- |
| EFL Trophy      | Bolton Wanderers F. C. | Inglaterra | 2023 |
| Copa de la Liga | Liverpool F. C.        | Inglaterra | 2024 |
| Premier League  | Liverpool F. C.        | Inglaterra | 2025 |